# Helenium brevifolium
Helenium brevifolium là một loài thực vật có hoa trong họ Cúc. Loài này được (Nutt.) Alph.Wood mô tả khoa học đầu tiên năm 1870.